# Aleid Rensen-Oosting
Aleida Digna (Aleid) Rensen-Oosting (Emmen, 28 december 1938 – aldaar, 20 december 2016) vormde van 1970 tot 1995 samen met haar man architect Jacob (Jaap) Rensen (Amsterdam, 18 september 1929 - Emmen, 31 december 2021) de directie van het Noorder Dierenpark in Emmen.

## Levensloop

### Tot 1970
Rensen was de dochter van Ernestine (Tineke) Bosma en Willem Sjuck Johannes Oosting, de in 1935 niet onbemiddelde oprichter van het park. Haar ouders trouwden tweemaal met elkaar, in 1938 en 1945. Zij was het enige kind uit hun eerste huwelijk, maar woonde meestal niet bij hen. Haar grootouders van moederskant hebben haar deels opgevoed. Haar broer en zus, die later trouwde met Wim de Bie, werden na het tweede huwelijk geboren. Ze volgde een gymnasium-A opleiding, eerst op het Gemeentelijk Lyceum in Emmen en de laatste twee jaar op het Nieuwe Lyceum in Hilversum. Tijdens haar Emmense schooltijd speelde ze de rol van Cassandra in de tragedie Vrouwen van Troje van Euripides onder regie van Karl Guttmann, de schooluitvoering werd zelfs op het toneel van de Groningse Stadsschouwburg gebracht. Tijdens haar Hilversumse tijd woonde ze bij de kinderloze hoogleraar Zaalberg en zijn vrouw. Ze behaalde het gymnasiumdiploma in 1956, studeerde enige tijd fysiotherapie en psychologie in Amsterdam, maar maakte deze opleidingen niet af. Tussen 1956 en 1958 werkte ze als laboratoriumassistente bij het Antoni van Leeuwenhoek Ziekenhuis in Amsterdam.
Na haar huwelijk in 1961 met Jaap Rensen, architect bij het bureau Langhout en Huisman in Amsterdam, werd ze huisvrouw in Bussum, maakte poppenspelen, assisteerde de poppenspeelster Lydia de Lint van Wijngaarden en trad met haar op de televisie op. Ze kregen drie dochters.

### Na 1970
In oktober 1969 vroeg de VVD-prominent en president-commissaris van het dierenpark, Harm van Riel haar man de - op dat moment - noodlijdende dierentuin te gaan leiden. 'Oom Harm' was een vriend van haar ouders en was van mening dat het dierenpark een familiebedrijf diende te blijven. Per 1 september 1970 namen zij de directie over van Aleids vader, die het niet eens was geweest met de overdracht van 50% van de aandelen van zijn zuster aan de gemeente. Hij zou de dierentuin nooit meer bezoeken en overleed in 1983 in Arnhem.
In 1972 gingen ze in een door Jaap zelf ontworpen huis naast het park wonen, waarin ze regelmatig speciale zorg verleenden aan dieren die dat tijdelijk nodig hadden. Samen met haar man ontwikkelde ze een groot vernieuwingsprogramma voor het dierenpark. De nadruk lag daarbij op educatie en het verbeteren van de leefomgeving van de dieren. Binnen de directie nam zij de commerciële, organisatorische en public relations-taken voor haar rekening en hij de bouwkundige en financiële. Door vanaf 1971 regelmatig te verschijnen in Willem Duys' Voor de vuist weg kreeg het Noorder Dierenpark landelijk meer bekendheid. Tijdens een fotosessie in 1990 moest Aleid dit bekopen met een kopstoot van een giraffe en vervolgens een korte opname in het ziekenhuis. In maart 1992 brachten zij samen met de gemeente Emmen alle aandelen van het park onder in de Stichting tot Instandhouding van het Noorder Dierenpark. Beiden namen zitting in het bestuur, onder voorzitterschap van de toenmalige Emmense burgemeester Ton Lensen. Op 1 september 1995 droegen zij de directie over aan hun toen 38-jarige adjunct-directeur Henk Hiddingh. Jaap Rensen was toen 65, Aleid 56. Hun oudste dochter Saskia bleef van 1995 tot 2001 beleidsmatige ondersteuning leveren als hoofd Personeel en Organisatie. Jaap verliet de raad van commissarissen in december 2000 door een conflict over de gang van zaken. Na hun afscheid in 1995 bleef Aleid actief in de regio. Zo was zij voorzitter van de Stichting Vrienden van het Academisch Ziekenhuis Groningen (1989-2004) en van de stichting Het Drentse Landschap (1996-2006).
Aleid Rensen overleed op 20 december 2016 op 77-jarige leeftijd. Haar man Jaap stierf eind december 2021 op 92-jarige leeftijd in Emmen.

## Prijzen en onderscheidingen
Zij werd verscheidene malen onderscheiden, al dan niet samen met haar man.
- 1974 - Culturele prijs van Drenthe, samen met haar man
- 1982 - European Museum of the Year Award voor bijzondere exposities: door de originele combinatie van kennisoverdracht en amusement van de exposities 'Voortbeweging' en 'Fleur en Kleur[11]
- 1986 - eerste Persprijs voor Groningen en Drenthe[12]
- 1990 - Award of Excellence, Europees Jaar voor Toerisme
- 1990/91 - derde Nieuwsblad van het Noorden-prijs (25.000 gulden (= € 11.344,50) beeldje van de Groninger kunstenaar Hans Mes).[13] De geldprijs stortten ze in het Jaap en Aleid Rensen-fonds om van de rente, aangevuld met andere giften, jaarlijks iets extra's voor het park te kunnen bekostigen.
- 1991 - elfde Zakenvrouw van het jaar = Prix Veuve Cliquot, oorkonde en beeldje Het schaap met de vijf poten van Fré Pieterse[14]
- 1992 - officier in de Orde van Oranje Nassau, samen met haar man[15]
- 1993 - tulp 'Aleid Rensen', naar haar vernoemd door de West-Friese kweker Jan Ligthart uit 't Veld (Hollands Kroon). In het dierenpark werden 4000 van deze tulpen aangeplant[16]
- 1993 - Milieu en Toerismeprijs van het Ministerie van Economische Zaken (ruim twee meter hoge en vier ton zware tulp van keramiek van Jan Cremer) voor het project 'Zoo Schoon' om de hoeveelheid afval te beperken en personeel en bezoekers zuinig om te laten gaan met energie[17]
- 2006 - Drentse Erepenning, cultuurprijs van Gedeputeerde Staten van Drenthe[18]
- 2010 - Spurt-treinstel 10524 op de 'Vechtdallijnen' van Arriva is Jaap en Aleid Rensen genoemd

## Nevenfuncties
- Comité van Aanbeveling Domies Toen te Pieterburen, lid
- Comité van Aanbeveling Stichting tot Behoud van de Drentse Schaapskudden, lid
- Commissie Recreatie en Toerisme van het Integraal Structuurplan voor het Noorden, lid
- Commissie van advies en bijstand van het Natuurhistorisch museum in Leiden, lid
- Drentse Onderneming van het Jaar, juryvoorzitter
- Europees Museum van het Jaar-prijs, jurylid
- Provinciale Vrijwilligersprijs (Groningen), jurylid
- Stichting Grasduinen, bestuurslid
- Stichting Het Drentse Landschap, lid, later voorzitter
- Stichting Vrienden van het Academisch Ziekenhuis Groningen/Universitair Medisch Centrum Groningen, lid, later voorzitter
- Stuurgroep Cultuurtoerisme in opdracht van Gedeputeerde Staten van Drenthe